# Élections départementales de 2021 dans la Mayenne
Les élections départementales dans la Mayenne ont lieu les 20 et 27 juin 2021.

## Contexte départemental
La Mayenne a toujours été gouvernée par une majorité de droite-centre droit appuyée sur des élus locaux se réclamant sans étiquette. Le président sortant Olivier Richefou (UDI) est candidat à sa réélection.

### Assemblée départementale sortante
Avant les élections, le conseil départemental de la Mayenne est présidé par Olivier Richefou (UDI). Il comprend 34 conseillers départementaux issus des 17 cantons de la Mayenne.
| Président du Conseil départemental   |       |       |      |                                |
| Olivier Richefou (UDI)               |       |       |      |                                |
| Parti                                | Sigle | Sigle | Élus | Groupes                        |
| Majorité (30 sièges)                 |       |       |      |                                |
| Union des démocrates et indépendants |       | UDI   | 8    | La Mayenne ensemble            |
| Les Républicains                     |       | LR    | 7    | La Mayenne ensemble            |
| Divers droite                        |       | DVD   | 7    | La Mayenne ensemble            |
| Agir                                 |       | Agir  | 1    | La Mayenne ensemble            |
| La République en marche              |       | LREM  | 7    | La Mayenne en marche           |
| Opposition (4 sièges)                |       |       |      |                                |
| Parti socialiste                     |       | PS    | 2    | Mayenne dynamique et solidaire |
| Divers gauche                        |       | DVG   | 1    | Mayenne dynamique et solidaire |
| La République en marche              |       | LREM  | 1    | Mayenne dynamique et solidaire |

### Majorité départementale
Un certain nombre d'élus sortants ne se représentent pas, notamment des élus installés depuis plusieurs mandats : 

### Minorité départementale
Guillaume Garot, ancien maire de Laval et député, conseiller départemental de Laval-3 depuis 2015, ne se représente pas car il est tête de liste socialiste aux élections régionales qui ont lieu le même jour. Son binôme Fabienne Germerie annonce son retrait de la vie politique quelques semaines plus tard pour « des raisons professionnelles et personnelles ».
Sur le canton de Villaines-la-Juhel le PS investit Christian Poincheval, décrit par la presse comme un « artiste et inventeur un peu loufoque », qui a notamment inventé la pilule a parfumer les pets ou le papier toilette à lire et a participé à l'émission de téléréalité « Coup de jeune à Vegas : Les Ieuvs font leur show » sur NRJ12.

### Rassemblement national
Jean-Michel Cadenas, délégué départemental du Rassemblement national, annonce en mars 2021 qu'il y aura des candidats dans tous les cantons du département.

## Système électoral
Les élections ont lieu au scrutin majoritaire binominal à deux tours. Le système est paritaire : les candidatures sont présentées sous la forme d'un binôme composé d'une femme et d'un homme avec leurs suppléants (une femme et un homme également).
Pour être élu au premier tour, un binôme doit obtenir la majorité absolue des suffrages exprimés et un nombre de suffrages au moins égal à 25 % des électeurs inscrits. Si aucun binôme n'est élu au premier tour, seuls peuvent se présenter au second tour les binômes qui ont obtenu un nombre de suffrages au moins égal à 12,5 % des électeurs inscrits, sans possibilité pour les binômes de fusionner. Est élu au second tour le binôme qui obtient le plus grand nombre de voix.

## Résultats à l'échelle du département

### Résultats par nuances
| Binômes                  | Binômes                             | Binômes                  | Premier tour | Premier tour | Premier tour | Second tour | Second tour | Second tour | Total | +/-           |  |
| Binômes                  | Binômes                             | Binômes                  | Voix         | %            | Sièges       | Voix        | %           | Sièges      | Total | +/-           |  |
| ------------------------ | ----------------------------------- | ------------------------ | ------------ | ------------ | ------------ | ----------- | ----------- | ----------- | ----- | ------------- |  |
|                          | Divers centre                       | DVC                      | 18 901       | 28,01        | 0            | 20 800      | 30,32       | 10          | 10    | Nv.           |  |
|                          | Divers droite                       | DVD                      | 17 369       | 25,74        | 0            | 21 491      | 31,33       | 12          | 12    | 6             |  |
|                          | Divers gauche                       | DVG                      | 9 326        | 13,82        | 0            | 10 845      | 15,81       | 6           | 6     | 6             |  |
|                          | Rassemblement national              | RN                       | 8 746        | 12,96        | 0            | 1 842       | 2,69        | 0           | 0     | Nv.           |  |
|                          | Union au centre et à droite         | UCD                      | 3 650        | 5,51         | 0            | 3 563       | 5,19        | 2           | 2     | Nv.           |  |
|                          | Divers                              | DIV                      | 3 486        | 5,17         | 0            | 4 955       | 7,22        | 0           | 0     | en stagnation |  |
|                          | Union à gauche avec des écologistes | UGE                      | 2 159        | 3,20         | 0            | 2 497       | 3,64        | 2           | 2     | Nv.           |  |
|                          | Union à gauche                      | UG                       | 1 485        | 2,20         | 0            | 1 281       | 1,87        | 2           | 2     | 2             |  |
|                          | Écologiste                          | ECO                      | 1 119        | 1,66         | 0            | 1 329       | 1,94        | 0           | 0     | Nv.           |  |
|                          | La France insoumise                 | FI                       | 778          | 1,15         | 0            |             |             |             | 0     | en stagnation |  |
|                          | Parti socialiste                    | SOC                      | 455          | 0,67         | 0            | 0           | Nv.         |             |       |               |  |
|                          |                                     |                          |              |              |              |             |             |             |       |               |  |
| Suffrages exprimés       | Suffrages exprimés                  | Suffrages exprimés       | 67 474       | 94,15        |              | 73 615      | 32,97       |             |       |               |  |
| Votes blancs             | Votes blancs                        | Votes blancs             | 2 626        | 3,66         | 3 117        | 4,23        |             |             |       |               |  |
| Votes nuls               | Votes nuls                          | Votes nuls               | 1 566        | 2,19         | 1 895        | 2,57        |             |             |       |               |  |
| Total                    | Total                               | Total                    | 71 666       | 100          | 0            | 73 615      | 100         | 34          | 34    | en stagnation |  |
| Abstentions              | Abstentions                         | Abstentions              | 151 562      | 67,90        |              | 149 664     | 67,03       |             |       |               |  |
| Inscrits / participation | Inscrits / participation            | Inscrits / participation | 223 228      | 32,10        | 223 279      | 32,97       |             |             |       |               |  |

### Assemblée départementale élue
| Président du conseil départemental   |       |       |      |                                         |
| Olivier Richefou (UDI)               |       |       |      |                                         |
| Parti                                | Sigle | Sigle | Élus | Groupes                                 |
| Majorité (20 sièges)                 |       |       |      |                                         |
| Divers droite                        |       | DVD   | 11   | La Mayenne ensemble                     |
| Union des démocrates et indépendants |       | UDI   | 5    | La Mayenne ensemble                     |
| Les Républicains                     |       | LR    | 4    | La Mayenne ensemble                     |
| Opposition (14 sièges)               |       |       |      |                                         |
| Divers gauche                        |       | DVG   | 6    | Pour la Mayenne écologique et solidaire |
| Europe Écologie Les Verts            |       | EÉLV  | 2    | Pour la Mayenne écologique et solidaire |
| Parti socialiste                     |       | PS    | 1    | Pour la Mayenne écologique et solidaire |
| Parti communiste français            |       | PCF   | 1    | Pour la Mayenne écologique et solidaire |
| La République en marche              |       | LREM  | 3    | Pour l’Alternative                      |
| Union des démocrates et indépendants |       | UDI   | 1    | Pour l’Alternative                      |

### Élus par canton
La majorité sortante se sort affaiblie de ce scrutin en perdant 3 cantons, notamment ceux de Laval : Laval-1, Laval-2 et Mayenne. La gauche confirme sa dynamique des municipales à Laval en remportant les 3 cantons de la ville.
| Canton                        | Conseiller Sortant  | Parti | Parti | Conseiller élu              | Parti | Parti |
| ----------------------------- | ------------------- | ----- | ----- | --------------------------- | ----- | ----- |
| Bonchamp-lès-Laval            | Gwénaël Poisson     |       | DVD   | Gwénaël Poisson             |       | DVD   |
| Bonchamp-lès-Laval            | Sylvie Vielle       |       | DVD   | Sylvie Vielle               |       | DVD   |
| Château-Gontier-sur-Mayenne-1 | Valérie Hayer       |       | LREM  | Dominique de Valicourt      |       | DVD   |
| Château-Gontier-sur-Mayenne-1 | Michel Hervé        |       | LREM  | Benoît Lion                 |       | DVD   |
| Château-Gontier-sur-Mayenne-2 | Odile Gohier        |       | UDI   | Aurélie Mahier              |       | DVD   |
| Château-Gontier-sur-Mayenne-2 | Vincent Saulnier    |       | UDI   | Vincent Saulnier            |       | UDI   |
| Cossé-le-Vivien               | Élisabeth Doineau   |       | UDI   | Élisabeth Doineau           |       | UDI   |
| Cossé-le-Vivien               | Christophe Langouët |       | LREM  | Christophe Langouët         |       | LREM  |
| Ernée                         | Jacqueline Arcanger |       | DVD   | Jacqueline Arcanger         |       | DVD   |
| Ernée                         | Claude Tarlevé      |       | UDI   | Claude Tarlevé              |       | UDI   |
| Évron                         | Joël Balandraud     |       | UDI   | Joël Balandraud             |       | UDI   |
| Évron                         | Marie-Cécile Morice |       | DVD   | Sandrine Galloyer           |       | DVD   |
| Gorron                        | Jean-Marc Allain    |       | LREM  | Jean-Marc Allain            |       | LREM  |
| Gorron                        | Françoise Duchemin  |       | LREM  | Françoise Duchemin          |       | LREM  |
| L'Huisserie                   | Christian Briand    |       | DVG   | Christian Briand            |       | DVG   |
| L'Huisserie                   | Christine Dubois    |       | DVG   | Christine Dubois            |       | DVG   |
| Lassay-les-Châteaux           | Magali d'Argentré   |       | DVD   | Magali d'Argentré           |       | DVD   |
| Lassay-les-Châteaux           | Gérard Dujarrier    |       | DVD   | Gérard Dujarrier            |       | DVD   |
| Laval-1                       | Xavier Dubourg      |       | UDI   | Antoine Caplan              |       | PS    |
| Laval-1                       | Chantal Grandière   |       | DVD   | Nadège Davoust              |       | EÉLV  |
| Laval-2                       | Alexandre Lanoë     |       | Agir  | Antoine Leroyer             |       | EÉLV  |
| Laval-2                       | Béatrice Mottier    |       | LREM  | Marie-Laure Le Mée Clavreul |       | DVG   |
| Laval-3                       | Guillaume Garot     |       | PS    | Bruno Bertier               |       | DVG   |
| Laval-3                       | Fabienne Germerie   |       | PS    | Camille Pétron              |       | PCF   |
| Loiron-Ruillé                 | Nicole Bouillon     |       | LR    | Nicole Bouillon             |       | LR    |
| Loiron-Ruillé                 | Louis Michel        |       | UDI   | Louis Michel                |       | UDI   |
| Mayenne                       | Gérard Brodin       |       | LR    | Antoine Valprémit           |       | DVG   |
| Mayenne                       | Patricia Gontier    |       | LR    | Stéphanie Lefoulon          |       | DVG   |
| Meslay-du-Maine               | Norbert Bouvet      |       | LR    | Sylvain Rousselet           |       | DVD   |
| Meslay-du-Maine               | Julie Jean          |       | LR    | Julie Ducoin                |       | LR    |
| Saint-Berthevin               | Olivier Richefou    |       | UDI   | Olivier Richefou            |       | UDI   |
| Saint-Berthevin               | Corinne Segretain   |       | LR    | Corinne Segretain           |       | LR    |
| Villaines-la-Juhel            | Christelle Auregan  |       | LR    | Christelle Auregan          |       | LR    |
| Villaines-la-Juhel            | Daniel Lenoir       |       | LREM  | Jean-François Sallard       |       | DVD   |

## Résultats par canton
Les binômes sont présentés par ordre décroissant des résultats au premier tour. En cas de victoire au second tour du binôme arrivé en deuxième place au premier, ses résultats sont indiqués en gras.

### Canton de Bonchamp-lès-Laval
| Candidats                | Candidats                | Partis                   | Nuance                   | Premier tour | Premier tour | Second tour | Second tour |
| Candidats                | Candidats                | Partis                   | Nuance                   | Voix         | %            | Voix        | %           |
| ------------------------ | ------------------------ | ------------------------ | ------------------------ | ------------ | ------------ | ----------- | ----------- |
|                          | Gwénaël Poisson          | DVD                      | DVC                      | 2 129        | 52,67        | 2 584       | 61,95       |
|                          | Sylvie Vielle            | DVD                      | DVC                      | 2 129        | 52,67        | 2 584       | 61,95       |
|                          | Julien Brocail           | DVG                      | DIV                      | 1 276        | 31,57        | 1 587       | 38,05       |
|                          | Sophie Sabin             | DVG                      | DIV                      | 1 276        | 31,57        | 1 587       | 38,05       |
|                          | Pierre Jaclard           | RN                       | RN                       | 459          | 11,36        |             |             |
|                          | Annick Paudois           | RN                       | RN                       | 459          | 11,36        |             |             |
|                          | Isabelle Lemée           | LREM                     | DVC                      | 178          | 4,40         |             |             |
|                          | Kris Sockalingum         | LREM                     | DVC                      | 178          | 4,40         |             |             |
|                          |                          |                          |                          |              |              |             |             |
| Suffrages exprimés       | Suffrages exprimés       | Suffrages exprimés       | Suffrages exprimés       | 4 042        | 96,22        | 4 171       | 95,56       |
| Votes blancs             | Votes blancs             | Votes blancs             | Votes blancs             | 100          | 2,38         | 121         | 2,77        |
| Votes nuls               | Votes nuls               | Votes nuls               | Votes nuls               | 59           | 1,40         | 73          | 1,67        |
| Total                    | Total                    | Total                    | Total                    | 4 201        | 100          | 4 365       | 100         |
| Abstention               | Abstention               | Abstention               | Abstention               | 8 189        | 66,09        | 8 029       | 64,78       |
| Inscrits / participation | Inscrits / participation | Inscrits / participation | Inscrits / participation | 12 390       | 33,91        | 12 394      | 35,22       |

### Canton de Château-Gontier-sur-Mayenne-1
| Candidats                | Candidats                | Partis                   | Nuance                   | Premier tour | Premier tour | Second tour | Second tour |
| Candidats                | Candidats                | Partis                   | Nuance                   | Voix         | %            | Voix        | %           |
| ------------------------ | ------------------------ | ------------------------ | ------------------------ | ------------ | ------------ | ----------- | ----------- |
|                          | Dominique de Valicourt   | DVD                      | DVC                      | 2 544        | 82,73        | 2 688       | 85,36       |
|                          | Benoît Lion              | DVD                      | DVC                      | 2 544        | 82,73        | 2 688       | 85,36       |
|                          | Jessy Chardon            | RN                       | RN                       | 531          | 17,27        | 461         | 14,64       |
|                          | Maryse Jardin            | RN                       | RN                       | 531          | 17,27        | 461         | 14,64       |
|                          |                          |                          |                          |              |              |             |             |
| Suffrages exprimés       | Suffrages exprimés       | Suffrages exprimés       | Suffrages exprimés       | 3 075        | 86,72        | 3 149       | 88,46       |
| Votes blancs             | Votes blancs             | Votes blancs             | Votes blancs             | 352          | 9,93         | 322         | 9,04        |
| Votes nuls               | Votes nuls               | Votes nuls               | Votes nuls               | 119          | 3,36         | 89          | 2,50        |
| Total                    | Total                    | Total                    | Total                    | 3 546        | 100          | 3 560       | 100         |
| Abstention               | Abstention               | Abstention               | Abstention               | 8 653        | 70,93        | 8 645       | 70,83       |
| Inscrits / participation | Inscrits / participation | Inscrits / participation | Inscrits / participation | 12 199       | 29,07        | 12 205      | 29,17       |

### Canton de Château-Gontier-sur-Mayenne-2
| Candidats                | Candidats                | Partis                   | Nuance                   | Premier tour | Premier tour | Second tour | Second tour |
| Candidats                | Candidats                | Partis                   | Nuance                   | Voix         | %            | Voix        | %           |
| ------------------------ | ------------------------ | ------------------------ | ------------------------ | ------------ | ------------ | ----------- | ----------- |
|                          | Aurélie Mahier           | DVD                      | DVC                      | 2 383        | 59,77        | 2 869       | 70,28       |
|                          | Vincent Saulnier         | UDI                      | DVC                      | 2 383        | 59,77        | 2 869       | 70,28       |
|                          | Laurence Brault          | DVG                      | DVG                      | 1 165        | 29,22        | 1 213       | 29,72       |
|                          | Jean-Yves Laurent        | DVG                      | DVG                      | 1 165        | 29,22        | 1 213       | 29,72       |
|                          | Jean-Claude Carpenet     | RN                       | RN                       | 439          | 11,01        |             |             |
|                          | Patricia Lefresne        | RN                       | RN                       | 439          | 11,01        |             |             |
|                          |                          |                          |                          |              |              |             |             |
| Suffrages exprimés       | Suffrages exprimés       | Suffrages exprimés       | Suffrages exprimés       | 3 987        | 94,82        | 4 082       | 93,86       |
| Votes blancs             | Votes blancs             | Votes blancs             | Votes blancs             | 124          | 2,95         | 161         | 3,70        |
| Votes nuls               | Votes nuls               | Votes nuls               | Votes nuls               | 94           | 2,24         | 106         | 2,44        |
| Total                    | Total                    | Total                    | Total                    | 4 205        | 100          | 4 349       | 100         |
| Abstention               | Abstention               | Abstention               | Abstention               | 11 149       | 72,61        | 11 011      | 71,69       |
| Inscrits / participation | Inscrits / participation | Inscrits / participation | Inscrits / participation | 15 354       | 27,39        | 15 360      | 28,31       |

### Canton de Cossé-le-Vivien
| Candidats                | Candidats                | Partis                   | Nuance                   | Premier tour | Premier tour | Second tour | Second tour |
| Candidats                | Candidats                | Partis                   | Nuance                   | Voix         | %            | Voix        | %           |
| ------------------------ | ------------------------ | ------------------------ | ------------------------ | ------------ | ------------ | ----------- | ----------- |
|                          | Élisabeth Doineau        | UDI                      | UCD                      | 3 650        | 83,77        | 3 563       | 86,08       |
|                          | Christophe Langouet      | LREM                     | UCD                      | 3 650        | 83,77        | 3 563       | 86,08       |
|                          | Solange Lagneau          | RN                       | RN                       | 707          | 16,23        | 576         | 13,92       |
|                          | Philippe Lamare          | RN                       | RN                       | 707          | 16,23        | 576         | 13,92       |
|                          |                          |                          |                          |              |              |             |             |
| Suffrages exprimés       | Suffrages exprimés       | Suffrages exprimés       | Suffrages exprimés       | 4 357        | 93,12        | 4 139       | 93,85       |
| Votes blancs             | Votes blancs             | Votes blancs             | Votes blancs             | 206          | 4,40         | 198         | 4,49        |
| Votes nuls               | Votes nuls               | Votes nuls               | Votes nuls               | 116          | 2,48         | 73          | 1,66        |
| Total                    | Total                    | Total                    | Total                    | 4 679        | 100          | 4 410       | 100         |
| Abstention               | Abstention               | Abstention               | Abstention               | 11 029       | 70,21        | 11 300      | 71,93       |
| Inscrits / participation | Inscrits / participation | Inscrits / participation | Inscrits / participation | 15 708       | 29,79        | 15 710      | 28,07       |

### Canton d'Ernée
| Candidats                | Candidats                | Partis                   | Nuance                   | Premier tour | Premier tour | Second tour | Second tour |
| Candidats                | Candidats                | Partis                   | Nuance                   | Voix         | %            | Voix        | %           |
| ------------------------ | ------------------------ | ------------------------ | ------------------------ | ------------ | ------------ | ----------- | ----------- |
|                          | Jacqueline Arcanger      | DVD                      | DVD                      | 2 705        | 62,04        | 2 967       | 69,06       |
|                          | Claude Tarlevé           | UDI                      | DVD                      | 2 705        | 62,04        | 2 967       | 69,06       |
|                          | Jérôme Chardron          | ÉCO                      | ECO                      | 1 119        | 25,67        | 1 329       | 30,94       |
|                          | Sophie Leterrier         | EÉLV                     | ECO                      | 1 119        | 25,67        | 1 329       | 30,94       |
|                          | Annie Bell               | RN                       | RN                       | 536          | 12,29        |             |             |
|                          | Alain Gilles             | RN                       | RN                       | 536          | 12,29        |             |             |
|                          |                          |                          |                          |              |              |             |             |
| Suffrages exprimés       | Suffrages exprimés       | Suffrages exprimés       | Suffrages exprimés       | 4 360        | 94,39        | 4 296       | 93,11       |
| Votes blancs             | Votes blancs             | Votes blancs             | Votes blancs             | 140          | 3,03         | 148         | 3,21        |
| Votes nuls               | Votes nuls               | Votes nuls               | Votes nuls               | 119          | 2,58         | 170         | 3,68        |
| Total                    | Total                    | Total                    | Total                    | 4 619        | 100          | 4 614       | 100         |
| Abstention               | Abstention               | Abstention               | Abstention               | 10 286       | 69,01        | 10 294      | 69,05       |
| Inscrits / participation | Inscrits / participation | Inscrits / participation | Inscrits / participation | 14 905       | 30,99        | 14 908      | 30,95       |

### Canton d'Évron
| Candidats                | Candidats                | Partis                   | Nuance                   | Premier tour | Premier tour | Second tour | Second tour |
| Candidats                | Candidats                | Partis                   | Nuance                   | Voix         | %            | Voix        | %           |
| ------------------------ | ------------------------ | ------------------------ | ------------------------ | ------------ | ------------ | ----------- | ----------- |
|                          | Joël Balandraud          | UDI                      | DVC                      | 3 041        | 65,98        | 3 645       | 81,91       |
|                          | Sandrine Galloyer        | DVD                      | DVC                      | 3 041        | 65,98        | 3 645       | 81,91       |
|                          | Marie-Aude Amiel         | RN                       | RN                       | 790          | 17,14        | 805         | 18,09       |
|                          | Ythier Bonneau           | RN                       | RN                       | 790          | 17,14        | 805         | 18,09       |
|                          | Mireille Perrier         | LFI                      | FI                       | 778          | 16,88        |             |             |
|                          | Frédéric Reynier         | LFI                      | FI                       | 778          | 16,88        |             |             |
|                          |                          |                          |                          |              |              |             |             |
| Suffrages exprimés       | Suffrages exprimés       | Suffrages exprimés       | Suffrages exprimés       | 4 609        | 93,28        | 4 450       | 89,83       |
| Votes blancs             | Votes blancs             | Votes blancs             | Votes blancs             | 200          | 4,05         | 347         | 7,00        |
| Votes nuls               | Votes nuls               | Votes nuls               | Votes nuls               | 132          | 2,67         | 157         | 3,17        |
| Total                    | Total                    | Total                    | Total                    | 4 941        | 100          | 4 953       | 100         |
| Abstention               | Abstention               | Abstention               | Abstention               | 11 341       | 69,65        | 11 331      | 69,58       |
| Inscrits / participation | Inscrits / participation | Inscrits / participation | Inscrits / participation | 16 282       | 30,35        | 16 285      | 30,42       |

### Canton de Gorron
| Candidats                | Candidats                | Partis                   | Nuance                   | Premier tour | Premier tour | Second tour | Second tour |
| Candidats                | Candidats                | Partis                   | Nuance                   | Voix         | %            | Voix        | %           |
| ------------------------ | ------------------------ | ------------------------ | ------------------------ | ------------ | ------------ | ----------- | ----------- |
|                          | Jean-Marc Allain         | LREM                     | DVC                      | 2 158        | 52,67        | 2 503       | 61,15       |
|                          | Françoise Duchemin       | LREM                     | DVC                      | 2 158        | 52,67        | 2 503       | 61,15       |
|                          | Franck Barascud          | DVD                      | DVD                      | 1 424        | 34,76        | 1 590       | 38,85       |
|                          | Roselyne Vesval          | DVD                      | DVD                      | 1 424        | 34,76        | 1 590       | 38,85       |
|                          | Bruno Desmarecaux        | RN                       | RN                       | 515          | 12,57        |             |             |
|                          | Edwige Vadaine           | RN                       | RN                       | 515          | 12,57        |             |             |
|                          |                          |                          |                          |              |              |             |             |
| Suffrages exprimés       | Suffrages exprimés       | Suffrages exprimés       | Suffrages exprimés       | 4 097        | 92,71        | 4 093       | 38,85       |
| Votes blancs             | Votes blancs             | Votes blancs             | Votes blancs             | 195          | 4,41         | 261         | 5,81        |
| Votes nuls               | Votes nuls               | Votes nuls               | Votes nuls               | 127          | 2,87         | 142         | 3,16        |
| Total                    | Total                    | Total                    | Total                    | 4 419        | 100          | 4 496       | 100         |
| Abstention               | Abstention               | Abstention               | Abstention               | 9 521        | 68,30        | 9 448       | 67,76       |
| Inscrits / participation | Inscrits / participation | Inscrits / participation | Inscrits / participation | 13 940       | 31,70        | 13 943      | 32,24       |

### Canton de L'Huisserie
| Candidats                | Candidats                | Partis                   | Nuance                   | Premier tour | Premier tour | Second tour | Second tour |
| Candidats                | Candidats                | Partis                   | Nuance                   | Voix         | %            | Voix        | %           |
| ------------------------ | ------------------------ | ------------------------ | ------------------------ | ------------ | ------------ | ----------- | ----------- |
|                          | Christian Briand         | DVG                      | DVG                      | 1 872        | 48,40        | 2 147       | 52,62       |
|                          | Christine Dubois         | DVG                      | DVG                      | 1 872        | 48,40        | 2 147       | 52,62       |
|                          | Nathalie Acker           | DVD                      | DVC                      | 1 570        | 40,59        | 1 933       | 47,38       |
|                          | Jean-Pierre Thiot        | DVD                      | DVC                      | 1 570        | 40,59        | 1 933       | 47,38       |
|                          | Bryan Benoist            | RN                       | RN                       | 426          | 11,01        |             |             |
|                          | Nathalie Tillard         | RN                       | RN                       | 426          | 11,01        |             |             |
|                          |                          |                          |                          |              |              |             |             |
| Suffrages exprimés       | Suffrages exprimés       | Suffrages exprimés       | Suffrages exprimés       | 3 868        | 93,59        | 4 080       | 93,02       |
| Votes blancs             | Votes blancs             | Votes blancs             | Votes blancs             | 189          | 4,57         | 194         | 4,42        |
| Votes nuls               | Votes nuls               | Votes nuls               | Votes nuls               | 76           | 1,84         | 112         | 2,55        |
| Total                    | Total                    | Total                    | Total                    | 4 133        | 100          | 4 386       | 100         |
| Abstention               | Abstention               | Abstention               | Abstention               | 8 134        | 66,31        | 7 888       | 64,27       |
| Inscrits / participation | Inscrits / participation | Inscrits / participation | Inscrits / participation | 12 267       | 33,69        | 12 274      | 35,73       |

### Canton de Lassay-les-Châteaux
| Candidats                | Candidats                | Partis                   | Nuance                   | Premier tour | Premier tour | Second tour | Second tour |
| Candidats                | Candidats                | Partis                   | Nuance                   | Voix         | %            | Voix        | %           |
| ------------------------ | ------------------------ | ------------------------ | ------------------------ | ------------ | ------------ | ----------- | ----------- |
|                          | Magali d'Argentré        | DVD                      | DVD                      | 1 693        | 42,35        | 2 370       | 59,35       |
|                          | Gérard Dujarrier         | DVD                      | DVD                      | 1 693        | 42,35        | 2 370       | 59,35       |
|                          | Guillaume Carré          | DVG                      | DIV                      | 966          | 24,16        | 1 623       | 40,65       |
|                          | Mélanie Firmesse         | DVG                      | DIV                      | 966          | 24,16        | 1 623       | 40,65       |
|                          | Frédéric Bordelet        | DVC                      | DVC                      | 862          | 21,56        |             |             |
|                          | Marie Conneau            | DVC                      | DVC                      | 862          | 21,56        |             |             |
|                          | Catherine Cadenas        | RN                       | RN                       | 477          | 11,93        |             |             |
|                          | Serge Laigre             | RN                       | RN                       | 477          | 11,93        |             |             |
|                          |                          |                          |                          |              |              |             |             |
| Suffrages exprimés       | Suffrages exprimés       | Suffrages exprimés       | Suffrages exprimés       | 3 998        | 93,35        | 3 993       | 92,86       |
| Votes blancs             | Votes blancs             | Votes blancs             | Votes blancs             | 180          | 4,20         | 4 300       | 4,33        |
| Votes nuls               | Votes nuls               | Votes nuls               | Votes nuls               | 105          | 2,45         | 121         | 2,81        |
| Total                    | Total                    | Total                    | Total                    | 4 283        | 100          | 4 300       | 100         |
| Abstention               | Abstention               | Abstention               | Abstention               | 8 981        | 67,71        | 8 969       | 67,59       |
| Inscrits / participation | Inscrits / participation | Inscrits / participation | Inscrits / participation | 13 264       | 32,29        | 13 269      | 32,41       |

### Canton de Laval-1
| Candidats                | Candidats                | Partis                   | Nuance                   | Premier tour | Premier tour | Second tour | Second tour |
| Candidats                | Candidats                | Partis                   | Nuance                   | Voix         | %            | Voix        | %           |
| ------------------------ | ------------------------ | ------------------------ | ------------------------ | ------------ | ------------ | ----------- | ----------- |
|                          | Antoine Caplan           | PS                       | UGE                      | 2 159        | 51,99        | 2 497       | 55,92       |
|                          | Nadège Davoust           | EÉLV                     | UGE                      | 2 159        | 51,99        | 2 497       | 55,92       |
|                          | Chantal Grandière        | DVD                      | DVC                      | 1 566        | 37,71        | 1 968       | 44,08       |
|                          | Henri Renié              | LR                       | DVC                      | 1 566        | 37,71        | 1 968       | 44,08       |
|                          | Maud Cordon              | RN                       | RN                       | 428          | 10,31        |             |             |
|                          | Thierry Poirier          | RN                       | RN                       | 428          | 10,31        |             |             |
|                          |                          |                          |                          |              |              |             |             |
| Suffrages exprimés       | Suffrages exprimés       | Suffrages exprimés       | Suffrages exprimés       | 4 153        | 95,54        | 4 464       | 95,10       |
| Votes blancs             | Votes blancs             | Votes blancs             | Votes blancs             | 113          | 2,60         | 128         | 2,73        |
| Votes nuls               | Votes nuls               | Votes nuls               | Votes nuls               | 81           | 1,86         | 102         | 2,17        |
| Total                    | Total                    | Total                    | Total                    | 4 347        | 100          | 4 695       | 100         |
| Abstention               | Abstention               | Abstention               | Abstention               | 8 263        | 65,53        | 7 915       | 62,77       |
| Inscrits / participation | Inscrits / participation | Inscrits / participation | Inscrits / participation | 12 610       | 34,47        | 12 610      | 37,23       |

### Canton de Laval-2
| Candidats                | Candidats                   | Partis                   | Nuance                   | Premier tour | Premier tour | Second tour | Second tour |
| Candidats                | Candidats                   | Partis                   | Nuance                   | Voix         | %            | Voix        | %           |
| ------------------------ | --------------------------- | ------------------------ | ------------------------ | ------------ | ------------ | ----------- | ----------- |
|                          | Marie-Laure Le Mée-Clavreul | DVG                      | DVG                      | 1 712        | 47,14        | 2 084       | 53,10       |
|                          | Antoine Leroyer             | EÉLV                     | DVG                      | 1 712        | 47,14        | 2 084       | 53,10       |
|                          | Pierrick Guesne             | DVD                      | DVD                      | 1 212        | 33,37        | 1 841       | 46,90       |
|                          | Stéphanie Hibon-Arthuis     | DVD                      | DVD                      | 1 212        | 33,37        | 1 841       | 46,90       |
|                          | Vincent d'Agostino          | LREM                     | DVC                      | 387          | 10,66        |             |             |
|                          | Tina Girard                 | LREM                     | DVC                      | 387          | 10,66        |             |             |
|                          | Maud Cordon                 | RN                       | RN                       | 321          | 8,84         |             |             |
|                          | Thierry Poirier             | RN                       | RN                       | 321          | 8,84         |             |             |
|                          |                             |                          |                          |              |              |             |             |
| Suffrages exprimés       | Suffrages exprimés          | Suffrages exprimés       | Suffrages exprimés       | 3 632        | 95,88        | 3 925       | 95,71       |
| Votes blancs             | Votes blancs                | Votes blancs             | Votes blancs             | 85           | 2,24         | 90          | 2,19        |
| Votes nuls               | Votes nuls                  | Votes nuls               | Votes nuls               | 71           | 1,87         | 86          | 2,10        |
| Total                    | Total                       | Total                    | Total                    | 3 788        | 100          | 4 101       | 100         |
| Abstention               | Abstention                  | Abstention               | Abstention               | 6 783        | 64,17        | 6 470       | 61,21       |
| Inscrits / participation | Inscrits / participation    | Inscrits / participation | Inscrits / participation | 10 571       | 35,83        | 10 571      | 38,79       |

### Canton de Laval-3
Christelle Hunault et Claude Piou (LFI) se retirent et soutiennent l'autre duo de gauche.
| Candidats                | Candidats                | Partis                   | Nuance                   | Premier tour | Premier tour | Second tour | Second tour |
| Candidats                | Candidats                | Partis                   | Nuance                   | Voix         | %            | Voix        | %           |
| ------------------------ | ------------------------ | ------------------------ | ------------------------ | ------------ | ------------ | ----------- | ----------- |
|                          | Bruno Bertier            | DVG                      | UG                       | 1 152        | 52,39        | 1 281       | 57,09       |
|                          | Camille Pétron           | PCF                      | UG                       | 1 152        | 52,39        | 1 281       | 57,09       |
|                          | Gwendoline Galou         | DVD                      | DVC                      | 785          | 35,70        | 963         | 42,91       |
|                          | Laurent Tomczyk          | DVD                      | DVC                      | 785          | 35,70        | 963         | 42,91       |
|                          | Christiane Balcon        | RN                       | RN                       | 262          | 11,91        |             |             |
|                          | Michel Bléreau           | RN                       | RN                       | 262          | 11,91        |             |             |
|                          | Christelle Hunault       | LFI                      | FI                       | 0            | 0,00         |             |             |
|                          | Claude Piou              | LFI                      | FI                       | 0            | 0,00         |             |             |
|                          |                          |                          |                          |              |              |             |             |
| Suffrages exprimés       | Suffrages exprimés       | Suffrages exprimés       | Suffrages exprimés       | 2 199        | 96,49        | 2 244       | 94,05       |
| Votes blancs             | Votes blancs             | Votes blancs             | Votes blancs             | 49           | 2,15         | 73          | 3,06        |
| Votes nuls               | Votes nuls               | Votes nuls               | Votes nuls               | 31           | 1,36         | 69          | 2,89        |
| Total                    | Total                    | Total                    | Total                    | 2 279        | 100          | 2 386       | 100         |
| Abstention               | Abstention               | Abstention               | Abstention               | 4 916        | 68,33        | 4 809       | 66,84       |
| Inscrits / participation | Inscrits / participation | Inscrits / participation | Inscrits / participation | 7 195        | 31,67        | 7 195       | 33,16       |

### Canton de Loiron-Ruillé
| Candidats                | Candidats                | Partis                   | Nuance                   | Premier tour | Premier tour | Second tour | Second tour |
| Candidats                | Candidats                | Partis                   | Nuance                   | Voix         | %            | Voix        | %           |
| ------------------------ | ------------------------ | ------------------------ | ------------------------ | ------------ | ------------ | ----------- | ----------- |
|                          | Nicole Bouillon          | LR                       | DVD                      | 1 527        | 42,12        | 1 876       | 51,81       |
|                          | Louis Michel             | UDI                      | DVD                      | 1 527        | 42,12        | 1 876       | 51,81       |
|                          | Gabrielle Guérin         | DVG                      | DIV                      | 1 244        | 34,32        | 1 745       | 48,19       |
|                          | Fabien Robin             | PS                       | DIV                      | 1 244        | 34,32        | 1 745       | 48,19       |
|                          | Christophe Fricot        | RN                       | RN                       | 521          | 14,37        |             |             |
|                          | Sandra Rocton            | RN                       | RN                       | 521          | 14,37        |             |             |
|                          | Marion Détais            | LFI                      | UG                       | 333          | 9,19         |             |             |
|                          | Patrice Louis            | PCF                      | UG                       | 333          | 9,19         |             |             |
|                          |                          |                          |                          |              |              |             |             |
| Suffrages exprimés       | Suffrages exprimés       | Suffrages exprimés       | Suffrages exprimés       | 3 625        | 94,77        | 3 621       | 93,78       |
| Votes blancs             | Votes blancs             | Votes blancs             | Votes blancs             | 117          | 3,06         | 136         | 3,52        |
| Votes nuls               | Votes nuls               | Votes nuls               | Votes nuls               | 83           | 2,17         | 104         | 2,69        |
| Total                    | Total                    | Total                    | Total                    | 3 825        | 100          | 3 861       | 100         |
| Abstention               | Abstention               | Abstention               | Abstention               | 8 797        | 69,70        | 8 763       | 69,42       |
| Inscrits / participation | Inscrits / participation | Inscrits / participation | Inscrits / participation | 12 622       | 30,30        | 12 624      | 30,58       |

### Canton de Mayenne
| Candidats                | Candidats                | Partis                   | Nuance                   | Premier tour | Premier tour | Second tour | Second tour |
| Candidats                | Candidats                | Partis                   | Nuance                   | Voix         | %            | Voix        | %           |
| ------------------------ | ------------------------ | ------------------------ | ------------------------ | ------------ | ------------ | ----------- | ----------- |
|                          | Gérard Brodin            | LR                       | DVD                      | 1 890        | 43,47        | 2 328       | 49,44       |
|                          | Valérie Jones            | DVD                      | DVD                      | 1 890        | 43,47        | 2 328       | 49,44       |
|                          | Stéphanie Lefoulon       | DVG                      | DVG                      | 1 885        | 43,35        | 2 381       | 50,56       |
|                          | Antoine Valprémit        | DVG                      | DVG                      | 1 885        | 43,35        | 2 381       | 50,56       |
|                          | Marine Cadenas           | RN                       | RN                       | 573          | 13,18        |             |             |
|                          | Sylvain Philippe         | RN                       | RN                       | 573          | 13,18        |             |             |
|                          |                          |                          |                          |              |              |             |             |
| Suffrages exprimés       | Suffrages exprimés       | Suffrages exprimés       | Suffrages exprimés       | 4 348        | 95,50        | 4 709       | 94,88       |
| Votes blancs             | Votes blancs             | Votes blancs             | Votes blancs             | 104          | 2,28         | 150         | 3,02        |
| Votes nuls               | Votes nuls               | Votes nuls               | Votes nuls               | 101          | 2,22         | 104         | 2,10        |
| Total                    | Total                    | Total                    | Total                    | 4 553        | 100          | 4 963       | 100         |
| Abstention               | Abstention               | Abstention               | Abstention               | 9 254        | 67,02        | 8 848       | 64,06       |
| Inscrits / participation | Inscrits / participation | Inscrits / participation | Inscrits / participation | 13 807       | 32,98        | 13 811      | 35,94       |

### Canton de Meslay-du-Maine
| Candidats                | Candidats                | Partis                   | Nuance                   | Premier tour | Premier tour | Second tour | Second tour |
| Candidats                | Candidats                | Partis                   | Nuance                   | Voix         | %            | Voix        | %           |
| ------------------------ | ------------------------ | ------------------------ | ------------------------ | ------------ | ------------ | ----------- | ----------- |
|                          | Julie Ducoin             | DVD                      | DVD                      | 2 345        | 52,27        | 2 917       | 66,22       |
|                          | Sylvain Rousselet        | DVD                      | DVD                      | 2 345        | 52,27        | 2 917       | 66,22       |
|                          | Céline Bellanger         | DVG                      | DVG                      | 1 325        | 29,54        | 1 488       | 33,78       |
|                          | David Ferran             | PS                       | DVG                      | 1 325        | 29,54        | 1 488       | 33,78       |
|                          | Jean-Michel Cadenas      | RN                       | RN                       | 816          | 18,19        |             |             |
|                          | Pascale Rousseau         | RN                       | RN                       | 816          | 18,19        |             |             |
|                          |                          |                          |                          |              |              |             |             |
| Suffrages exprimés       | Suffrages exprimés       | Suffrages exprimés       | Suffrages exprimés       | 4 486        | 93,95        | 4 405       | 91,71       |
| Votes blancs             | Votes blancs             | Votes blancs             | Votes blancs             | 198          | 4,15         | 240         | 5,00        |
| Votes nuls               | Votes nuls               | Votes nuls               | Votes nuls               | 91           | 1,91         | 158         | 3,29        |
| Total                    | Total                    | Total                    | Total                    | 4 775        | 100          | 4 803       | 100         |
| Abstention               | Abstention               | Abstention               | Abstention               | 10 255       | 68,23        | 10 233      | 68,06       |
| Inscrits / participation | Inscrits / participation | Inscrits / participation | Inscrits / participation | 15 030       | 31,77        | 15 036      | 31,94       |

### Canton de Saint-Berthevin
| Candidats                | Candidats                | Partis                   | Nuance                   | Premier tour | Premier tour | Second tour | Second tour |
| Candidats                | Candidats                | Partis                   | Nuance                   | Voix         | %            | Voix        | %           |
| ------------------------ | ------------------------ | ------------------------ | ------------------------ | ------------ | ------------ | ----------- | ----------- |
|                          | Olivier Richefou         | UDI                      | DVD                      | 2 682        | 60,27        | 3 043       | 66,51       |
|                          | Corinne Segretain        | LR                       | DVD                      | 2 682        | 60,27        | 3 043       | 66,51       |
|                          | Jean-Yves Cormier        | DVG                      | DVG                      | 1 367        | 30,72        | 1 532       | 33,49       |
|                          | Karine Roussel           | DVG                      | DVG                      | 1 367        | 30,72        | 1 532       | 33,49       |
|                          | Kevin Davy               | RN                       | RN                       | 401          | 9,01         |             |             |
|                          | Andrée Guibert           | RN                       | RN                       | 401          | 9,01         |             |             |
|                          |                          |                          |                          |              |              |             |             |
| Suffrages exprimés       | Suffrages exprimés       | Suffrages exprimés       | Suffrages exprimés       | 4 450        | 95,95        | 4 575       | 94,72       |
| Votes blancs             | Votes blancs             | Votes blancs             | Votes blancs             | 126          | 2,72         | 146         | 3,02        |
| Votes nuls               | Votes nuls               | Votes nuls               | Votes nuls               | 62           | 1,34         | 109         | 2,26        |
| Total                    | Total                    | Total                    | Total                    | 4 638        | 100          | 4 830       | 100         |
| Abstention               | Abstention               | Abstention               | Abstention               | 8 259        | 64,04        | 8 068       | 62,55       |
| Inscrits / participation | Inscrits / participation | Inscrits / participation | Inscrits / participation | 12 897       | 35,96        | 12 898      | 37,45       |

### Canton de Villaines-la-Juhel
| Candidats                | Candidats                | Partis                   | Nuance                   | Premier tour | Premier tour | Second tour | Second tour |
| Candidats                | Candidats                | Partis                   | Nuance                   | Voix         | %            | Voix        | %           |
| ------------------------ | ------------------------ | ------------------------ | ------------------------ | ------------ | ------------ | ----------- | ----------- |
|                          | Christelle Auregan       | LR                       | DVD                      | 1 891        | 45,15        | 2 559       | 60,84       |
|                          | Jean-François Sallard    | DVD                      | DVD                      | 1 891        | 45,15        | 2 559       | 60,84       |
|                          | Fanny Beutier            | LREM                     | DVC                      | 1 298        | 30,99        | 1 647       | 39,16       |
|                          | Denis Geslain            | DVD                      | DVC                      | 1 298        | 30,99        | 1 647       | 39,16       |
|                          | Soizic Di Biase          | RN                       | RN                       | 544          | 12,99        |             |             |
|                          | Pierre Marionnet         | RN                       | RN                       | 544          | 12,99        |             |             |
|                          | Christian Poincheval     | PS                       | SOC                      | 455          | 10,86        |             |             |
|                          | Florence Varonne         | PS                       | SOC                      | 455          | 10,86        |             |             |
|                          |                          |                          |                          |              |              |             |             |
| Suffrages exprimés       | Suffrages exprimés       | Suffrages exprimés       | Suffrages exprimés       | 4 188        | 94,43        | 4 206       | 92,60       |
| Votes blancs             | Votes blancs             | Votes blancs             | Votes blancs             | 148          | 3,34         | 216         | 4,76        |
| Votes nuls               | Votes nuls               | Votes nuls               | Votes nuls               | 99           | 2,23         | 120         | 2,64        |
| Total                    | Total                    | Total                    | Total                    | 4 435        | 100          | 4 542       | 100         |
| Abstention               | Abstention               | Abstention               | Abstention               | 7 752        | 63,61        | 7 643       | 62,72       |
| Inscrits / participation | Inscrits / participation | Inscrits / participation | Inscrits / participation | 12 187       | 36,39        | 12 185      | 37,28       |